# Foro de Periodismo Argentino
El Foro de Periodismo Argentino (FOPEA) es una organización civil sin fines de lucro radicada en Argentina, que se dedica a promover y contribuir en la calidad en el periodismo, los espacios de reflexión y diálogo en la materia, y la defensa de la libertad de expresión.

## Historia
En 2002, el Foro fue creado por un grupo de profesionales de medios de comunicación y docentes, como los periodistas Pablo Mendelevich y Claudio Jacquelin.
El Foro registra un aproximado de más de 600 miembros activos,  socios en carácter de adherentes y honorarios.Entre los socios honorarios del Foro se encuentran, el periodista y reportero gráfico José Luis Cabezas, [cita requerida]el periodista y redactor de La Gaceta Facundo Pereyra, el escritor de cine y periodista Tomás Eloy Martínez,[cita requerida] el ambientalista y director de Periódico Nuevo Ático Guillermo Fidalgo,el escritor Raúl Eduardo Dargoltz,[cita requerida] la periodista Julia Constenla,[cita requerida] y el periodista Oscar Raúl Cardoso.[cita requerida]